# Exposição Internacional de 1936

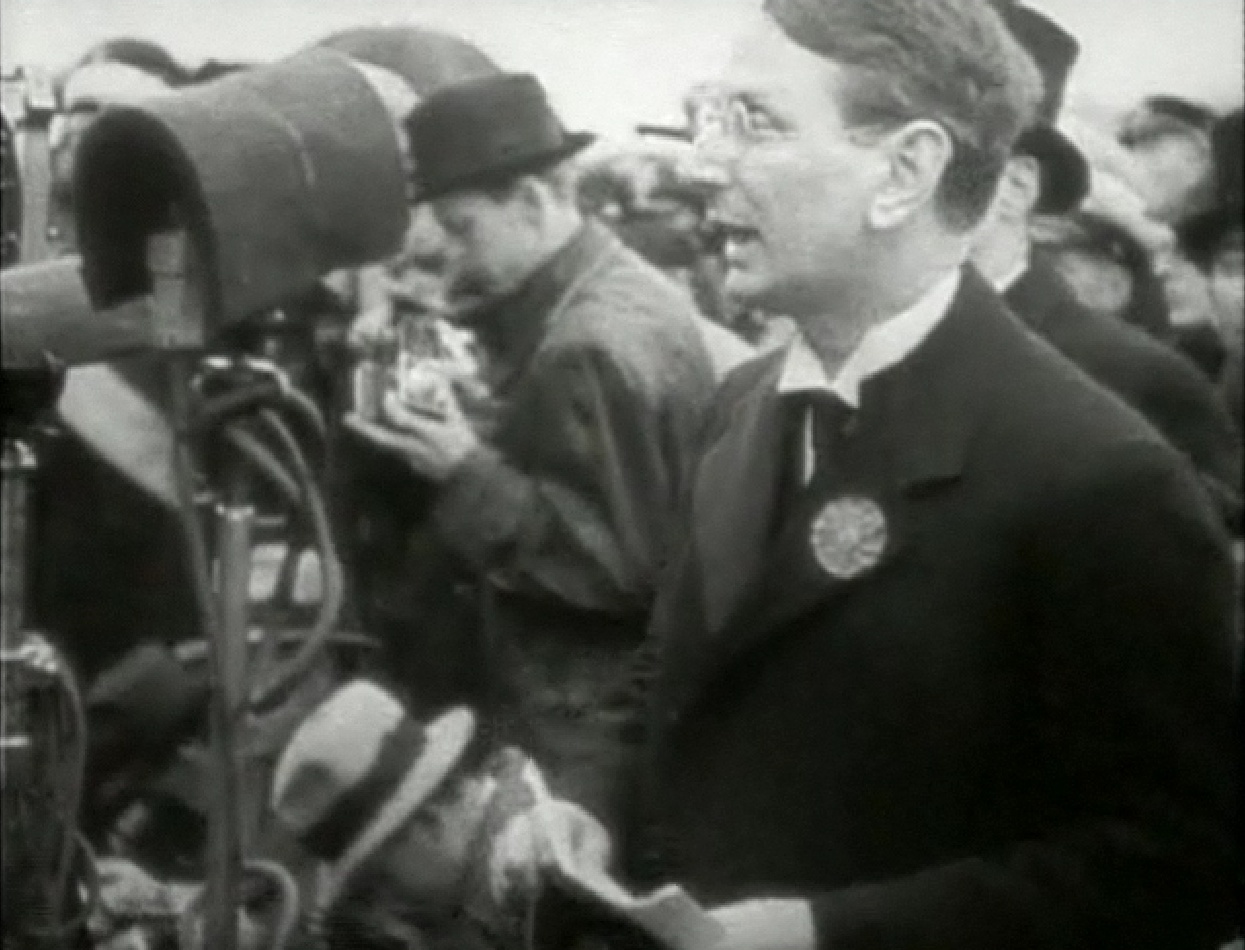
Abertura do aeroporto de Bromma por Yngve Larsson

A Exposição Internacional de 1936 ou ILIS 1936 (em sueco: Internationella Luftfartsutställningen i Stockholm) foi uma exposição internacional sobre aviação que aconteceu em Estocolmo. Foi a primeira exposição especializada reconhecida pelo Bureau Internacional de Exposições. A exposição foi realizada a fim de celebrar a abertura do Aeroporto Internacional de Bromma, o primeiro aeroporto europeu com pistas pavimentadas, e que foi inaugurado em 23 de maio de 1936, sendo o término de uma corrida aérea que tinha começado no dia anterior; também foi palco de alguns shows aéreos em 24 e 25 de maio de 1936. A exibição interna foi realizada em Lindarängen um hangar a leste doc entro da cidade, geralmente usado como terminal de hovercraft. Durante a ILIS, os visitantes em Lindarängen puderam embarcar em um voo num barco voador sobre Estocolmo.

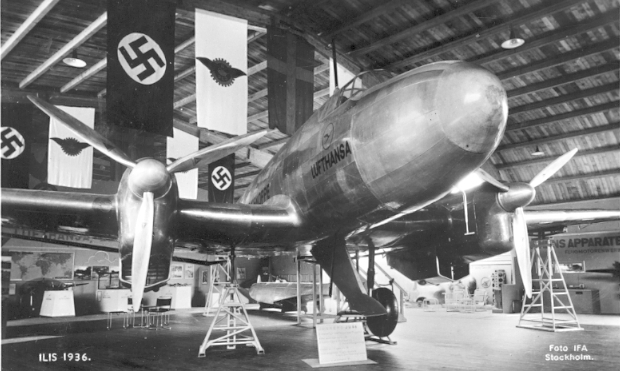
Parte interna da exposição